# Trosbekännelse
Ett flertal religioner har en eller flera klart formulerade trosbekännelser.
I trosbekännelsen uttrycks den personliga eller kollektiva tron i en religion och de troende uppmanas att bekänna sig till sin tro offentligt genom att avlägga trosbekännelsen.
En trosbekännelse har olika funktioner:
- Den är uttryck och bekännelse av gemenskapen som uppstår genom denna tro, till exempel genom kollektivt reciterande inom ramen för gudstjänsten.
- Den sammanfattar troslärans väsentliga punkter.
- Den innehåller den talandes löfte att leva i denna tro, särskilt vid invigningen av kyrkliga ämbetspersoner.
- Den markerar särskilt specifika läror och avgränsar en religion eller övertygelse gentemot andra konfessioner eller trosläror.
- Den anger rättesnöret för tolkningen av dessa trosläror, som oftast finns stadfästa i Heliga skrifter.

I vissa kampsituationer kan den uttrycka en bekännelse till förmån för den egna tron och till *nackdel för andras tro.

## Lista över trosbekännelser
- Islam: Den muslimska trosbekännelsen
- Judendom: Den judiska trosbekännelsen
- Kristendomen: De fornkyrkliga trosbekännelserna (De ekumeniska trosbekännelserna)
  - Apostoliska trosbekännelsen
  - Athanasianska trosbekännelsen
  - Nicaenska trosbekännelsen